# Британий

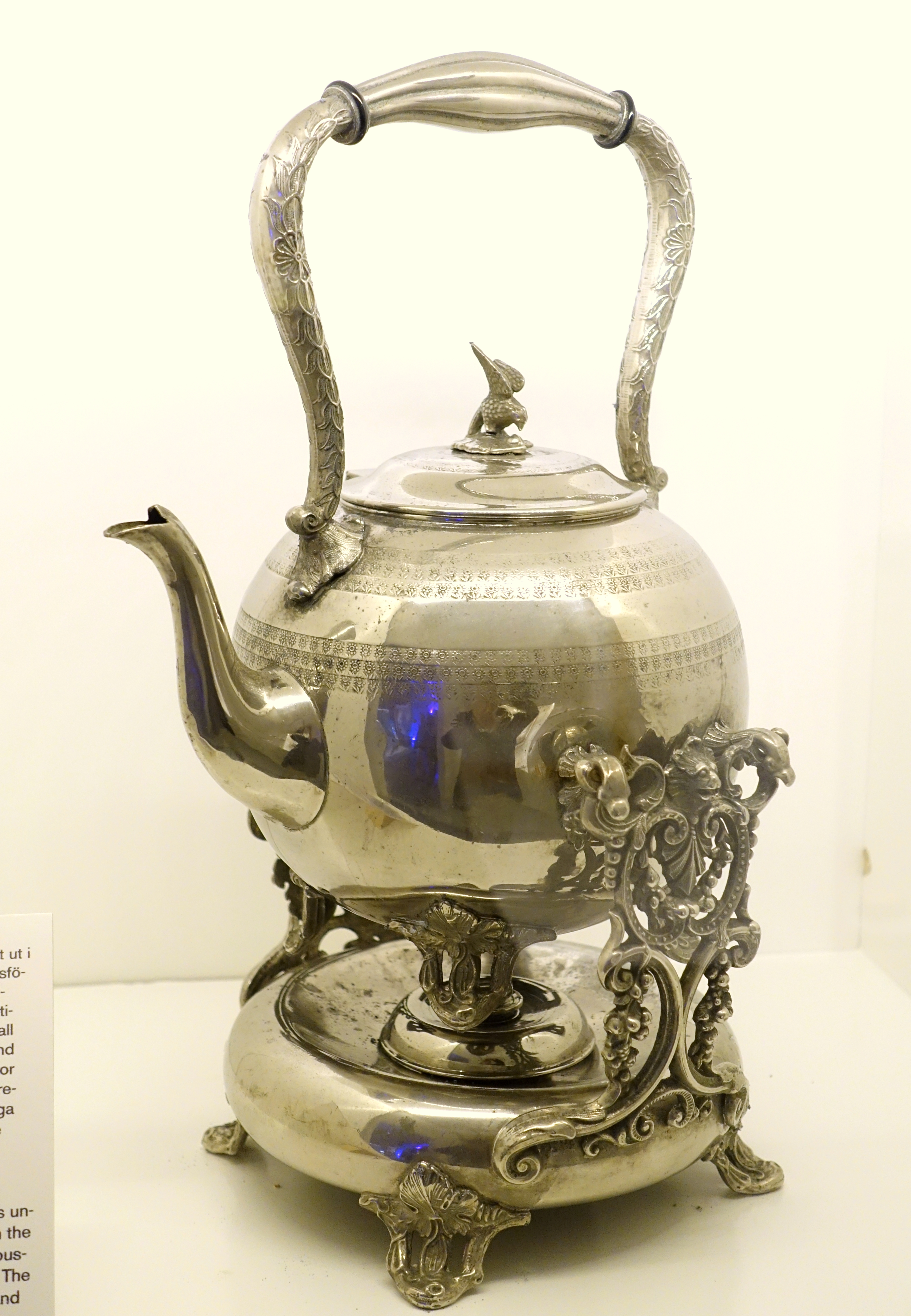

Брита́ний или брита́нский металл (англ. britannium или Britannia metal) — сплав белого цвета, состоящий главным образом из олова (85 % — 93 %) и сурьмы (до 10 %). Часто содержит небольшие количества меди, цинка, а иногда и мышьяка. По другим сведениям, британий описывают как «смесь олова и свинца». Вошёл во всеобщее употребление с 1850 года (сначала в Англии).
Используется для изготовления ложек, чайников, сахарниц, молочников, подсвечников, солонок и подобных им предметов, которые ещё иногда серебрят гальваническим путём. Также британий используется для изготовления статуэток премии «Оскар».
Сплавы «métal argentin» и «minofor», изготавливаемые во Франции, представляют не что иное, как тот же британский металл.